# Frank Basile
Frank Basile (* 14. Mai 1978 in Illinois) ist ein US-amerikanischer Jazzmusiker (Bariton-,  Alt- und Tenorsaxophon, Klarinette, Flöten), der sich im Bereich der Bigband-Musik und des Modern Jazz betätigt.

## Leben und Wirken
Millian wuchs in Nebraska auf und erhielt bereits in der Grundschule Musikunterricht; nach vier Jahren Unterricht auf Klarinette und Altsaxophon wurde das Baritonsaxophon sein Hauptinstrument. Erste Erfahrungen sammelte er in Bigbands und Jazzcombos im Raum Omaha. Seit den 1980er-Jahren spielte er in der Sonny Costanzo Big Band, mit der bereits 1989 erste Aufnahmen mit Marlene VerPlanck entstanden. Zum Studium ging er an die University of North Texas. Dort spielte er sechs Semester in der One O’Clock Lab Band, mit der er auf mehreren Alben (auch mit Kenny Wheeler) zu hören ist. Nach dem Bachelor in Jazz Studies, den er mit Auszeichnung absolvierte, zog er Mitte 2001 nach New York City, um am ersten Jazz-Studienprogramm der Juilliard School of Music teilzunehmen.
Früh machte er bei Mike Longo und dessen großformatigen New York State of the Art Jazz Ensemble auf sich aufmerksam, mit dem er auch aufnahm (Explosion, Aftermath). In Quintettbesetzung (mit Joe Magnarelli, Adam Birnbaum (Piano), Mike Blanco (Bass) und Mark Ferber) spielte Basile 2005 sein Debütalbum Thursday the 12th ein, gefolgt von Joy Road – The Complete Works of Pepper Adams, Volume Three (Motéma Music), mit Joe Magnarelli, John Mosca, Adam Birnbaum, Dennis Irwin und Tim Horner. In den 2000er- und 2010er-Jahren spielte er weiterhin mit Michael Bublé (Caught in the Act), Idan Santhaus, Akira Satō und David Sanborn sowie in den Bigbands von Russ Spiegel, Sam Sadigursky, Joe Traina, Attilio Troiano, Cecilia Coleman, Dave Stahl, Joshua Schneider, Joe Chambers, Bob Mintzer, Jimmy Heath, Jason Jackson, Hinton Battle/Count Basie Orchestra (Ghost Band), John Yao, mit dem Dick Oatts/Mats Holmquist New York Jazz Orchestra und dem Vanguard Jazz Orchestra (Over Time – Music of Bob Brookmeyer, 2014). Im Bereich des Jazz war er zwischen 1998 und 2016 an 50 Aufnahmesessions beteiligt, zuletzt mit dem Brett Gold New York Jazz Orchestra. 2020 gehörte er dem Richie Vitale Quintett an und leitete mit Gary Smulyan das Quintett Boss Baritones (mit Ehud Asherie, David Wong und Mark Taylor).
Basile unterrichtete als Dozent an der New School, New York University, Eastman School of Music, Temple University, University of North Carolina at Greensboro, State University of New York at Purchase, University of Nebraska und mit dem New York Youth Symphony Jazz Orchestra.

## Diskografische Hinweise
- Frank Basile 12tet: Steppin’ Up (2012)
- Modern Inventions (2012), mit Fabien Mary, Alex Hoffman, Ehud Asherie, David Wong, Pete Van Nostrand
- On Firm Ground